# Улица Благуша
Благу́ша — улица в районе Соколиная Гора Восточного административного округа города Москвы. Расположена параллельно Щербаковской улице и Измайловскому шоссе. С восточной стороны примыкает к улице Ибрагимова, с западной — к Вельяминовской улице.
По улице числится средняя общеобразовательная школа № 434 (д. 6).

## История
Названа в 1922 году по находившейся здесь до середины XIX Благушинской роще. Прежнее название (Александровская) было дано по имени императора Александра III. С 1862 года известна деревня Благуша. В конце XIX в. здесь началась застройка жилыми домами и промышленными предприятиями. Вскоре эта местность стала одним из промышленных районов Москвы. С начала 1917 года в черте Москвы. В 40—60-х гг. XX в. территория Благуши реконструирована. В настоящее время улица представляет фактически внутридворовую территорию. Сквозной проезд на автотранспорте ограничен.

## Примечательные места, здания и сооружения

### Здания
Всего зданий: 2.

| - 6 | - 15-17 |

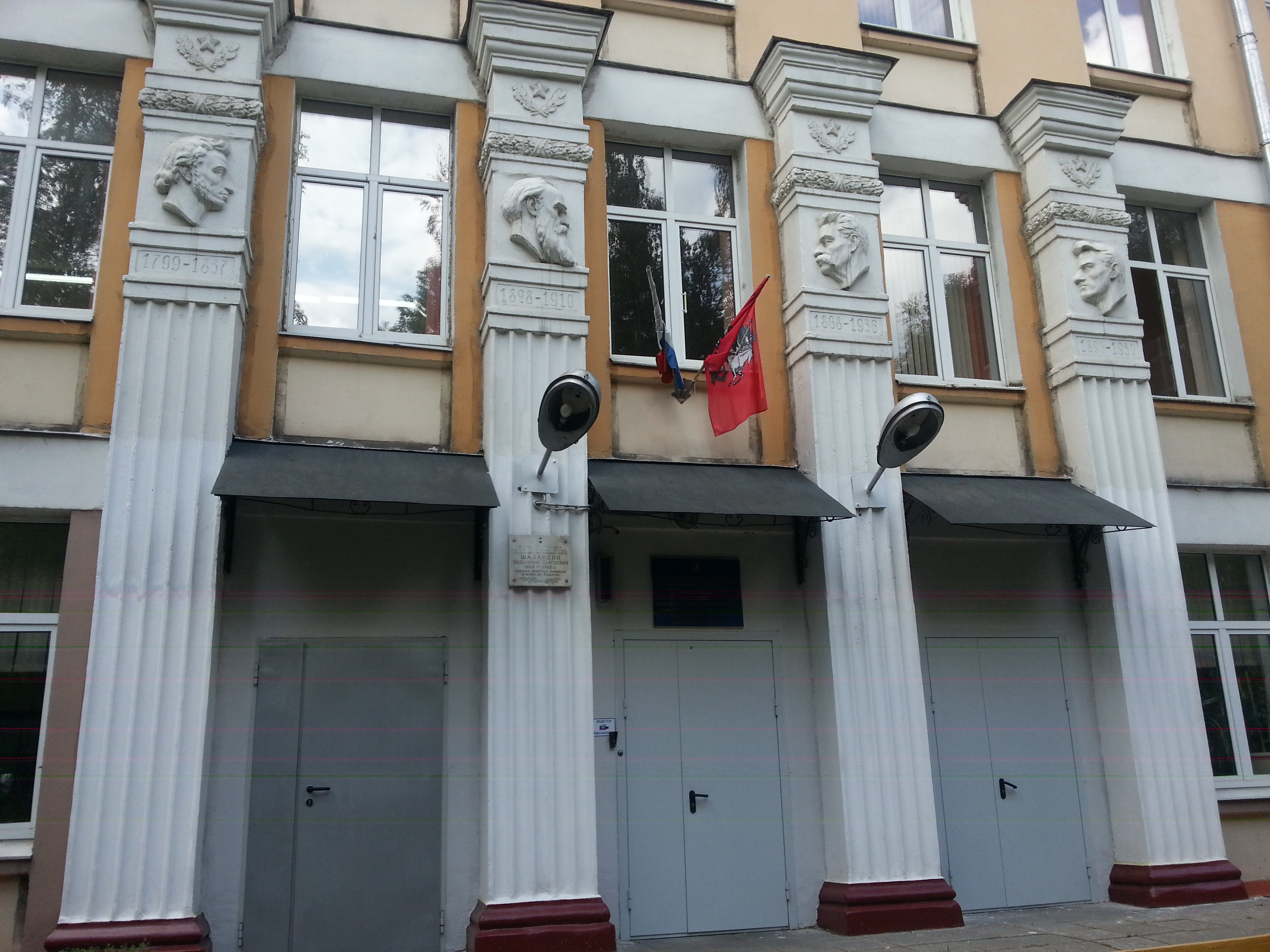
Средняя общеобразовательная школа № 434 (2016)

Дом № 6 — средняя общеобразовательная школа № 434.

### Храм
Действующий. Числится по улице Ибрагимова как дом № 6а: Церковь Димитрия Солунского на Благуше, построена в урочище Благуша на пожертвование Д. Ф. Ермакова в 1908 — 1911 гг..